# 2018년 전미 비평가 협회상
제53회 전미 비평가 협회상은 2018년 최고의 영화를 기리기 위해 2019년 1월에 열린 시상식이다.

## 수상 및 후보

### 작품상
- 로데오 카우보이 - 클로이 자오 수상
- 로마 - 알폰소 쿠아론
- 버닝 - 이창동

### 감독상
- 로마 - 알폰소 쿠아론 수상
- 버닝 - 이창동
- 로데오 카우보이 - 클로이 자오

### 여우주연상
- 더 페이버릿: 여왕의 여자 - 올리비아 콜맨 수상
- 서포트 더 걸즈 - 레지나 홀
- 캔 유 에버 포기브 미? - 멜리사 맥카시

### 남우주연상
- 퍼스트 리폼드 - 에단 호크 수상
- 앳 이터너티스 게이트 - 윌렘 대포
- 흔적 없는 삶 - 벤 포스터
- 시스터스 브라더스 - 존 C. 라일리

### 여우조연상
- 이프 빌 스트리트 쿠드 토크 - 레지나 킹 수상
- 위도우즈 - 엘리자베스 데비키
- 더 페이버릿: 여왕의 여자 - 엠마 스톤

### 남우조연상
- 버닝 - 스티븐 연 수상
- 캔 유 에버 포기브 미? - 리차드 E. 그랜트
- 이프 빌 스트리트 쿠드 토크 - 브라이언 타이리 헨리

### 각본상
- 스탈린의 죽음 - 아만도 이아누치 외 2명 수상
- 캔 유 에버 포기브 미? - 니콜 홀로프세너 외 1명
- 더 페이버릿: 여왕의 여자 - 데보라 데이비스 외 1명

### 촬영상
- 로마 - 알폰소 쿠아론 수상
- 이프 빌 스트리트 쿠드 토크 - 제임스 렉스톤
- 콜드 워 - 루카즈 잘

### 외국어영화상
- 로마 - 알폰소 쿠아론 수상
- 콜드 워 - 루카즈 잘
- 버닝 - 이창동
- 어느 가족 - 고레에다 히로카즈

### 다큐멘터리상
- 화해의 조건 - 빙 리우 수상
- 셔커스: 잃어버린 필름을 찾아서 - 산디 탄
- 어메이징 그레이스 - 시드니 폴락

### 특별상
- 가족여행 - 잉량 수상